# Corera
Corera tỉnh và cộng đồng tự trị La Rioja, phía bắc Tây Ban Nha. Đô thị này có diện tích là 8,2 ki-lô-mét vuông, dân số năm 2009 là 275 người với mật độ 33,54 người/km². Đô thị này có cự ly 28 km so với Logroño.